# Seseli scabriusculum
Seseli scabriusculum är en flockblommig växtart som beskrevs av Pál Kitaibel. Seseli scabriusculum ingår i släktet säfferötter, och familjen flockblommiga växter. Inga underarter finns listade i Catalogue of Life.